# Amphisternus lugubris
Amphisternus lugubris es una especie de coleóptero de la familia Endomychidae.

## Distribución geográfica
Habita en Sarawak.